# Axel Fredrik Björkman

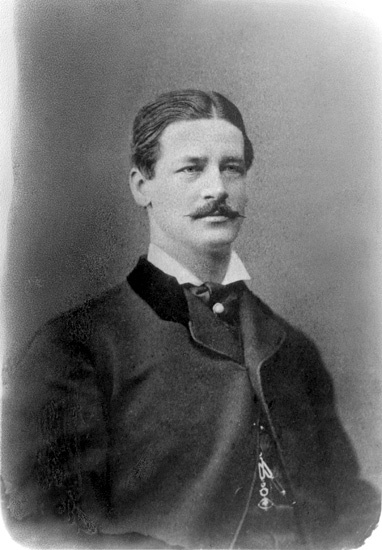
Axel Fredrik Björkman på ett fotografi från 1800-talet.

Axel Fredrik Björkman, född 13 oktober 1833 på Görvälns slott, Järfälla socken, död 6 april 1886 i Stockholm, var en svensk brukspatron och politiker. Han var ordförande i kommunalstämma och kommunalnämnd, ledamot av kyrkorådet och skolrådet i Järfälla socken.
Axel Fredrik Björkman var son till Axel Ulrik Björkman (1797–1855). Släkten härstammade från Värmland, men grundade under slutet av 1700-talet handelshuset Björkman i Stockholm. Hans farfar Bengt Magnus Björkman (1745–1824), som var brukspatron, grosshandlare och skeppsredare, köpte ett stort antal jordegendomar i Järfälla socken under början av 1800-talet och bruk och egendomar i Finland, där hans imperium omfattade 15 bruk och 1 gruva. År 1802 köpte farfadern bland annat Görvälns slott och hans far Axel Ulrik Björkman ägde Görvälns slott i Järfälla socken från år 1830 samt Grönsinka bruk i Österfärnebo socken i Gästrikland. Då fadern Axel Ulrik Björkman avled 1855 övertog sonen Axel Fredrik Björkman Görväln och samtidigt övertog den andre sonen Bengt Magnus Björkman (1832–1907) Grönsinka bruk. Fadern hade den 11 mars 1826 gift sig i Sala med demoisselle Marie Antoinette Norlin, född 20 november 1805 i Sala och död 1876. Modern var dotter till borgmästaren i Sala stad, Henrik Norlin och Sara Maria Borg. 
Farfadern Bengt Magnus Björkman tvingades efter fredsslutet 1809 att avträda de finska bruken till sina två äldsta söner Bengt Ludvig Björkman (1791–1875) samt Lars Magnus Björkman (1793–1869), som båda blev finska medborgare. Farbrodern Lars Magnus Björkman blev ägare till alla de andra finska bruken och egendomarna, han var VD och koncernchef för Fiskars bruk, bruksegendom i västra Nyland, Södra Finlands län, och för Orisberg järnbruk och gods i Storkyro kommun i Österbotten i Finland. Från 1875 tillhörde Orisberg Adolf Edvard Björkenheim. Lars Magnus Björkman adlades i Finland 1834 med namnet Björkenheim.

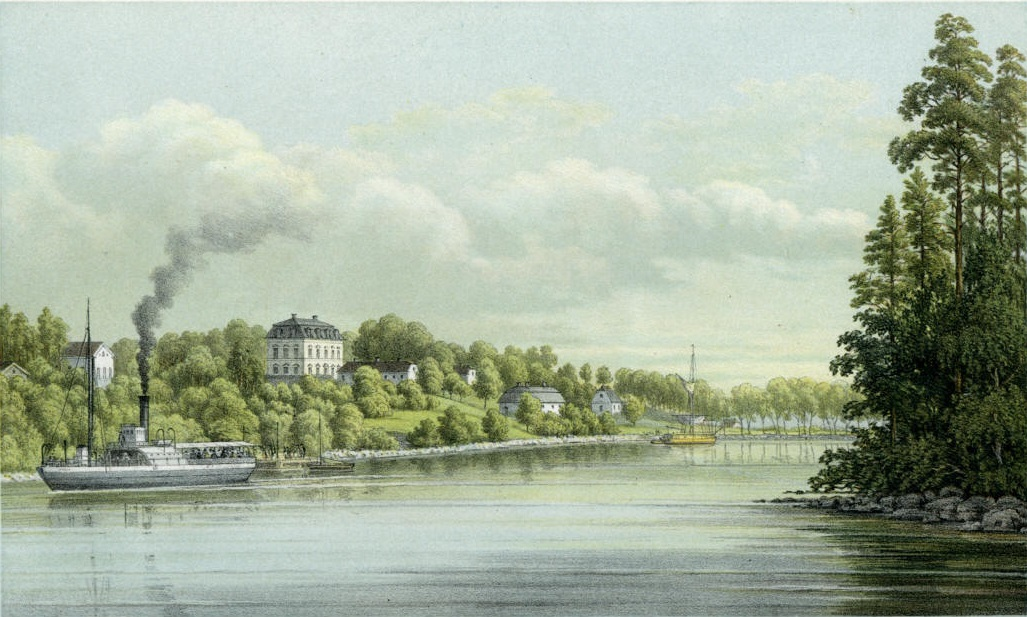
Görvälns slott på 1870-talet. Färglitografi av Alexander Nay (1822–1883). Från verket "Uplands Herregårdar" (1881), Klingspor & Schlegel. Bilden visar den livliga båttrafiken med en passagerarbåt på utgående och en skuta, som ligger vid Görvälns brygga.

Axel Fredrik Björkman föddes på Görvälns slott i Järfälla, där han växte upp och var bosatt i nära 50 år. Han flyttade från Görväln den 14 september 1882. Liksom farbrodern Lars Magnus Björkenheim i Finland gjorde Axel Fredrik Björkman många resor till olika delar av kontinenten och han var en flitig resenär och en glad sällskapsmänniska. Emellertid var Björkman med sin uppväxtfamilj skriven i Stockholm åren 1933–1847 och från 1847 skrev sig familjen på Görvälns slott. Vid 21 års ålder flyttade Björkman 1854 till Högfors bruk söder om Norberg, ett järnbruk i Karbennings socken i Västmanland. Bruket ägdes av släkten Björkman och vid bruket skrevs han som brukspatron och troligen var han förvaltare där. År 1861, året före sitt giftermål 1862, återinflyttade Björkman till Järfälla och Görväln.

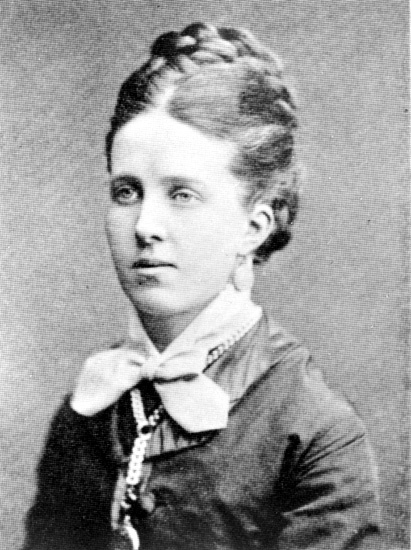
Ebba Björkman, Axel Fredrik Björkmans hustru på ett fotografi från 1800-talet.

I Finland förlovade han sig med sin unga kusin Ebba Björkenheim. Ebba Lovisa Sofia Björkenheim (1844–1898), född 3 juni 1844 i Åbo, död 10 maj 1898 i Stockholm, var dotter till bergsrådet Lars Magnus Björkman, adlad Björkenheim, och hans andra hustru Charlotta Sofia Taube. Då det unga paret förlovade sig övertog Axel Görväln och gjorde omfattande upprustning av bostaden. Bröllopet ägde rum den 8 oktober 1862 i Åbo.  Axel var då 29 år gammal och den unga hustrun bara 18 år. De unga makarna etablerade sig som herrskap på det gods, Görvälns slott, som blev deras hem i 20 år.
Vid Görvälns slott anlade Björkman park och trädgårdsplanteringar och han anlitade 1869 en trädgårdsprojektör, som utarbetade förslag till ordnande av park- och trädgårdsplanteringar. I Görvälns slottspark finns det träd och buskar från många delar av världen och parken har ett så kallat arboretum, det vill säga en provkarta på träd och buskar från olika delar av världen, och som började anläggas i slutet av 1800-talet. Ett 150-tal olika arter finns idag beskrivna och skyltade i parken. Hustrun höll hårt på att hon var född adelsdam. Hon titulerades "hennes nåd". Det sägs att hon "trippade omkring i guldskinnsskor" och "var något slags högre väsen för tjänstefolket". Hon höll, som det hette på den tiden, på husets bästa. Deras fyra barn växte också upp på Görvälns slott. Familjen levde "fint" och "på stor fot" med ett stort frikostigt sällskapsliv. Axel Fredrik Björkman rustade Görvälns slott för att bli en god bostad året runt. De tidigare ägarna hade mest använt Görväln för sommarbruk. Björkmans renovering var en påkostad uppsnyggning och nya kakelugnar sattes upp för att det behövdes bättre uppvärmning.

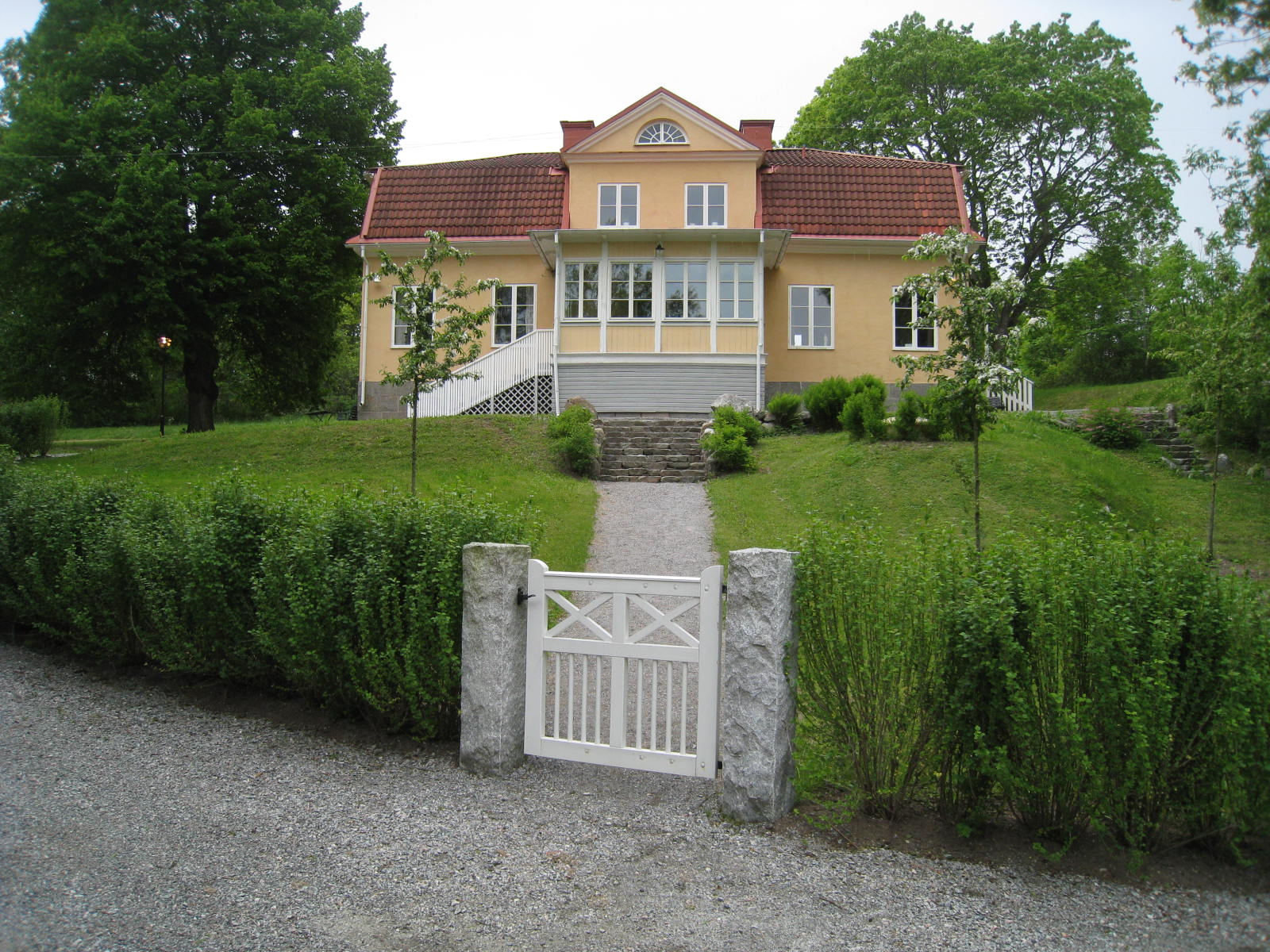
Villa Solbacka eller Görvälns krog fungerade som skola under 1800-talets slut, åren 1870–1896. År 1870 inrättade Axel Fredrik Björkman inrättade den privata skolan för traktens barn i Görvälns krog. År 1879 blev skolan kommunal, då undervisningen flyttade 1896 till det nybyggda skolhuset i Oxhagen, Görvälns skola.

Axel Fredrik Björkman deltog flitigt i kommunens politiska liv och han blev en engagerad järfällabo. Redan år 1856, året efter det att han tillträtt Görväln, valdes han till vice ordförande i kommunalstämma och kommunalnämnd. Han blev ordförande året därpå. Kommunalstämman var det högsta beslutande organet i landskommuner och köpingar i Sverige. Från 1862 var Björkman ledamot av sockennämnden och från 1863 tillhörde han den första uppsättningen ledamöter i kommunalnämnden. I kommunalstämman var han vice ordförande 1863–1864 och 1864–1867 var han kommunalstämmans ordförande. Åren 1877–1882 var han åter ledamot i kommunalstämman. Vidare var Björkman brandrotemästare 1863–1868 och ordförande i brandstodskommittén 1876–1880 och 1881–182 samt ledamot av kyrko- och skolrådet 1875–1882.
Det var på skolans område som han gjorde sin mest kända kommunala insats. På egen bekostnad drev Axel Fredrik Björkman en småskola i Görvälns värdshus 1870–1878. Det var år 1870 som han inrättade han skolan vid Görväln för traktens barn i den gamla krogen, Görvälns krog, eller Villa Solbacka, som villan också kallas. Det var han själv som bekostade såväl lärarlön som skollokal, lärarbostad och skolmaterial. Första året var det en småskola med 23 elever. På Görväln fanns det gott om barn då. Lärarinnan hette Augusta Dahlberg. Skolformen utökades efter några år till en så kallad mindre skola. År 1879 ändrades den till en så kallad flyttande (ambulerande) mindre folkskola och blev kommunal. I början av 1896 hade ingenjör Antenor Nydqvist, som var ägare till Görväln åren 1889–1900, meddelat att han inte längre ville upplåta lokal för skola i Värdshuset. Undervisningen flyttade 1896 till det nybyggda skolhuset i Oxhagen, Görvälns skola. För att kunna bygga den nya Görvälns skola skänkte Nydqvist marken i Oxhagen strax norr om Görvälns herrgårdsanläggning. Den gamla krogen i Görväln har gått under många namn: Villa Solbacka, Sjövillan och Värdshuset. Den gamla krogens äldsta delar är från 1600-talet, huset byggdes om till stora delar under 1800-talet. 
På Görvälns slott föddes en son 1863 och hans tre döttrar åren 1864, 1866 och 1874. En fjärde dotter, Thyra Elise Antoinette, föddes 1872, men avled 1874, samma år som yngsta dottern föddes. Axel Fredrik Björkman drabbades av tuberkulos. Han såg sig tvingad att sälja gården och flyttade år 1882 med sin hustru och de fyra på Görväln födda barnen till Stockholm, till Hedvig Eleonora församling. Familjen var bosatt i Stockholm, men några år senare avled han år 1886 under en badsejour i Wiesbaden (finska: Saksa) i Hessen i Tyskland. Han ligger begravd på Norra begravningsplatsen i Stockholm, belägen i Solna kommun. Hustrun Ebba Björkman levde till 1898.

## Barn med Ebba Björkenheim
- Albert Axel Fredrik Björkman, född 29 juni 1863 på Görvälns slott, Järfälla socken, död 15 juni 1906 i Örebro.
- Anna Maria Sofia Björkman, född 13 juni 1864 på Görvälns slott, Järfälla socken, död 29 februari 1924 i Stockholm.
- Elin Görvel Margareta Björkman, född 10 februari 1866 på Görvälns slott, Järfälla socken, död 8 december 1941 i Stockholm.
- Thyra Elin Antoinette Björkman, född 16 december 1874 på Görvälns slott, Järfälla socken, död 20 april 1967 i Stockholm.